# Ételfay
Ételfay (picardisch: Tèrfayin) ist eine nordfranzösische Gemeinde mit 352 Einwohnern (Stand 1. Januar 2022) im Département Somme in der Region Hauts-de-France. Die Gemeinde liegt im Arrondissement Montdidier und gehört zum Kanton Roye.

## Geographie
Die Gemeinde liegt in der Landschaft Santerre rund 3,5 km ostnordöstlich von Montdidier und an dieses angrenzend an der Départementsstraße D135A.

## Geschichte
Funde von zugeschnittenem Feuerstein lassen auf eine prähistorische Besiedlung schließen. Im Gemeindegebiet wurden Reste einer gallo-römischen Villa und einer Ziegelei gefunden. Im Mittelalter wurden Souterrains (muches) in den Untergrund aus Kreide gegraben. Die Kirche wurde im 12. Jahrhundert errichtet. 1832 stürzte ihr Chorgewölbe ein. Das Gut war seit 1490 in den Händen der Familie de Vendeuil, deren Wappen das der Gemeinde ist. 1653 wurde der Ort von spanischen Truppen geplündert und gebrandschatzt. Das von deutschen Truppen besetzte Ételfay wurde im Juni 1918 befreit. Die Gemeinde erhielt als Auszeichnung das Croix de guerre 1914–1918.

## Einwohner
| 1962 | 1968 | 1975 | 1982 | 1990 | 1999 | 2006 | 2010 |
| ---- | ---- | ---- | ---- | ---- | ---- | ---- | ---- |
| 308  | 284  | 250  | 261  | 362  | 391  | 376  | 391  |

## Verwaltung
Bürgermeister (maire) ist seit 2001 Denis Warmé.	